# Euproctis audeoudi
Euproctis audeoudi är en fjärilsart som beskrevs av Collenette 1938. Euproctis audeoudi ingår i släktet Euproctis och familjen tofsspinnare. Inga underarter finns listade i Catalogue of Life.